# Carl Ström
För andra betydelser, se Carl Ström (olika betydelser).
Carl Johan Vilhelm Ström, född 18 juni 1888 i Härnösand, död 18 november 1957 i Maria Magdalena församling i Stockholm, var en svensk skådespelare.

## Biografi
Carl Ström var son till styckjunkaren Wilhelm Ström. Han genomgick folkskola och aftonskola i Härnösand och bedrev sedan självstudier. Han började sin teaterbana i landsorten och tillhörde 1909–1918 olika sällskap och turnéer. 1918 engagerades han vid Lorensbergsteatern i Göteborg, som han sedan tillhörde i tio år, med avbrott för engagemang vid Wasa Teater i Finland 1922–1923 och Konserthusteatern i Stockholm 1926–1927. I Göteborg blev han snart en av de bärande krafterna i ensemblen och spelade ett stort antal huvudroller som titelrollerna i Shakespeares Macbeth och Ferenc Molnárs Liliom, Daniel Hejre i Henrik Ibsens De ungas förbund och Nureddin i Adam Oehlenschlägers Aladdin. Ström var därefter verksam i Stockholm vid Oscarsteatern 1928–1931, vid Gösta Ekmans teatrar 1931–1933 samt på Vasateatern 1935–1936. På senare år deltog han i Riksteaterns turnéer, från 1951 var han verksam på Uppsala stadsteater.
Som filmskådespelare medverkade han i ett drygt 100-tal filmer åren 1923–1955, oftast i biroller.
Han var bror till inspicienten Gösta Ström. Carl Ström är begravd på Norra begravningsplatsen utanför Stockholm.

## Filmografi i urval
- 1923 – Hårda viljor
- 1924 – Björn Mörk
- 1924 – Flickan från Paradiset
- 1925 – För hemmet och flickan
- 1930 – Kronans kavaljerer
- 1931 – En natt
- 1932 – Hans livs match
- 1934 – Atlantäventyret
- 1934 – Havets melodi
- 1934 – Karl Fredrik regerar
- 1934 – Kungliga Johansson
- 1934 – Sången om den eldröda blomman
- 1935 – Bränningar
- 1935 – Valborgsmässoafton
- 1936 – Intermezzo
- 1936 – Äventyret
- 1936 – 33.333
- 1936 – Johan Ulfstjerna
- 1937 – Klart till drabbning
- 1937 – John Ericsson - segraren vid Hampton Roads
- 1937 – Sara lär sig folkvett
- 1937 – Familjen Andersson
- 1938 – Med folket för fosterlandet
- 1938 – Dollar
- 1939 – Gubben kommer
- 1939 – Gläd dig i din ungdom
- 1939 – Cirkus
- 1939 – Folket på Högbogården
- 1939 – Kalle på Spången
- 1940 – Juninatten
- 1940 – Romans
- 1940 – Stål
- 1940 – Karusellen går
- 1940 – Hans Nåds testamente
- 1941 – Den ljusnande framtid
- 1941 – Göranssons pojke
- 1941 – Det sägs på stan
- 1941 – Striden går vidare
- 1941 – Tåget går klockan 9
- 1941 – Snapphanar
- 1942 – Morgondagens melodi
- 1942 – Fallet Ingegerd Bremssen
- 1942 – Jacobs stege
- 1942 – En trallande jänta
- 1942 – Rospiggar
- 1942 – Rid i natt!
- 1943 – Hans Majestäts rival
- 1943 – Brödernas kvinna
- 1943 – Kvinnor i fångenskap
- 1943 – Det brinner en eld
- 1943 – Kungsgatan
- 1943 – Natt i hamn
- 1944 – Vändkorset
- 1944 – En dotter född
- 1944 – Flickan och Djävulen
- 1944 – Vi behöver varann
- 1944 – Excellensen
- 1944 – Kejsarn av Portugallien
- 1944 – Den osynliga muren
- 1945 – Änkeman Jarl
- 1946 – Brita i grosshandlarhuset
- 1946 – Ödemarksprästen
- 1946 – När ängarna blommar
- 1946 – Åsa-Hanna
- 1946 – Driver dagg faller regn
- 1947 – Den långa vägen
- 1947 – En fluga gör ingen sommar
- 1947 – Dynamit
- 1947 – Nattvaktens hustru
- 1947 – Folket i Simlångsdalen
- 1947 – Tösen från Stormyrtorpet
- 1948 – Robinson i Roslagen
- 1948 – Jag är med eder...
- 1948 – Lars Hård
- 1948 – Främmande hamn
- 1948 – Eva
- 1948 – På dessa skuldror
- 1949 – Hur tokigt som helst
- 1949 – Janne Vängman på nya äventyr
- 1949 – Stora Hoparegränd och himmelriket
- 1950 – Medan staden sover
- 1950 – Kvartetten som sprängdes
- 1951 – Sommarlek
- 1951 – Livat på luckan
- 1951 – Frånskild
- 1952 – Mot framtiden
- 1952 – Adolf i toppform
- 1952 – Kvinnors väntan
- 1953 – All jordens fröjd
- 1953 – Vingslag i natten
- 1954 – Simon syndaren
- 1955 – Paradiset
- 1955 – Stampen
- 1955 – Flickan i regnet
- 1955 – Ljuset från Lund

## Teater

### Roller (ej komplett)
| År   | Roll                              | Produktion                                                        | Regi               | Teater                               |
| ---- | --------------------------------- | ----------------------------------------------------------------- | ------------------ | ------------------------------------ |
| 1926 | Christopher Mahon                 | Hjälten på den gröna ön John Millington Synge                     | Per Lindberg       | Komediteatern                        |
| 1928 | Dan McCorn                        | Broadway Philip Dunning och George Abbott                         | Mauritz Stiller    | Oscarsteatern                        |
| 1928 | Hans Korth, librettoförfattare    | En komedi på slottet Ferenc Molnar                                | Gösta Ekman        | Oscarsteatern                        |
| 1928 | Bäraren                           | "Patrasket" Hjalmar Bergman                                       | John W. Brunius    | Oscarsteatern                        |
| 1929 | Volpone                           | Volpone Ben Jonson                                                | Gunnar Klintberg   | Oscarsteatern                        |
| 1929 | Grosshandlare Ludwig              | Kära släkten Gustav Esmann                                        | Rune Carlsten      | Oscarsteatern                        |
| 1929 | Gustafsson                        | Den svarta skjortan Herbert Grevenius                             | Rune Carlsten      | Oscarsteatern                        |
| 1929 |                                   | Den kungliga familjen George S. Kaufman och Edna Ferber           | Rune Carlsten      | Oscarsteatern                        |
| 1929 | Osborne                           | Männen vid fronten Robert Cedric Sherriff                         | Thomas Warner      | Oscarsteatern                        |
| 1929 | Frank Maurrant                    | Vid 37de gatan Elmer Rice                                         | Svend Gade         | Oscarsteatern                        |
| 1930 | Hertigen av Norfolk               | Henrik VIII William Shakespeare                                   | Thomas Warner      | Oscarsteatern                        |
| 1930 | Polisinspektör Gillson            | Bruden Stuart Oliver och George M. Middleton                      | Rune Carlsten      | Oscarsteatern                        |
| 1930 | Hans Mortensen                    | Äventyr på fotvandringen Jens Christian Hostrup                   | Rune Carlsten      | Oscarsteatern                        |
| 1930 | Grosshandlare Ludwig              | Kära släkten Gustav Esmann                                        | Rune Carlsten      | Oscarsteatern                        |
| 1930 | Direktör Jarfelt                  | Farmors revolution Jens Locher                                    | Pauline Brunius    | Oscarsteatern                        |
| 1930 | Gustav Vasa                       | Gustaf Vasa August Strindberg                                     | Gunnar Klintberg   | Oscarsteatern                        |
| 1930 |                                   | En tjuvkomedi Berndt Carlberg                                     | Gösta Ekman        | Oscarsteatern                        |
| 1930 | Mr Simmons                        | 18 år John Van Druten                                             | Pauline Brunius    | Oscarsteatern                        |
| 1930 | Kommissarie Rogers                | Mordet i andra våningen Frank Vosper                              | John W. Brunius    | Oscarsteatern                        |
| 1930 | Häradshövding Smith               | Nyckelromanen Ragnar Josephson                                    | Erik Berglund      | Oscarsteatern                        |
| 1930 | Brukspatron Werner                | En herrgårdssägen Selma Lagerlöf                                  | Einar Fröberg      | Oscarsteatern                        |
| 1931 | Jonsson                           | Hans nåds testamente Hjalmar Bergman                              | Per Lindberg       | Vasateatern                          |
| 1931 | Hoprecht                          | Skomakarkaptenen i Köpenick Carl Zuckmayer                        | Per Lindberg       | Vasateatern                          |
| 1931 | Kira                              | En japansk tragedi John Masefield                                 | Per Lindberg       | Konserthusteatern                    |
| 1932 | Medverkande                       | Harrys bar, revy Berco och Chatham                                | Nils Johannisson   | Blancheteatern                       |
| 1932 |                                   | Adam och Evorna Sigurd Hoel och Helge Krog                        | Gösta Ekman        | Gösta Ekmans Folkteater              |
| 1932 |                                   | I de bästa familjer Anita Hart och Maurice Braddell               | Gösta Ekman        | Gösta Ekmans Folkteater              |
| 1932 | Bäraren                           | "Patrasket" Hjalmar Bergman                                       | Gösta Ekman        | Vasateatern                          |
| 1933 | Ärkeängeln Mikael                 | Domaredansen Erik Lindorm                                         | Per-Axel Branner   | Gösta Ekmans Folkteater/ Vasateatern |
| 1933 | Preysing                          | Grand Hotel Vicki Baum                                            | Gösta Ekman        | Vasateatern                          |
| 1933 |                                   | I de bästa familjer Anita Hart och Maurice Braddell               | Gösta Ekman        | Vasateatern                          |
| 1933 | Kapten Barbusse                   | Spillror Dicte Sjögren                                            | Harry Roeck-Hansen | Blancheteatern                       |
| 1934 | Timmermannen                      | Bödeln Pär Lagerkvist                                             | Per Lindberg       | Vasateatern                          |
| 1935 | Jacob Reiner                      | Karriär-karriär Gábor Drégely                                     | Gösta Ekman        | Vasateatern                          |
| 1935 | Rannsakningsdomaren               | Fedja – Det levande liket Lev Tolstoj                             | Per Lindberg       | Vasateatern                          |
| 1935 | Marcel                            | Sådana tider Édouard Bourdet                                      | Per Lindberg       | Vasateatern                          |
| 1935 | Noak                              | Noak André Obey                                                   | Per Lindberg       | Vasateatern                          |
| 1935 | Mr Webster                        | Kamratäktenskap Michael Egan                                      | Per Lindberg       | Vasateatern                          |
| 1935 | Förste stolvaktaren               | Innanför grindarna Sean O'Casey                                   | Per Lindberg       | Vasateatern                          |
| 1935 | Antonio                           | Köpmannen i Venedig William Shakespeare                           | Per Lindberg       | Vasateatern                          |
| 1936 | Estrugo                           | Han som ville bli bedragen Fernand Crommelynck                    | Per Lindberg       | Vasateatern                          |
| 1936 | Fadern                            | Melodien som kom bort Kjeld Abell                                 | Per Lindberg       | Vasateatern                          |
| 1937 | Gabriel Fabre                     | Min son ministern André Birabeau                                  | Martha Lundholm    | Vasateatern                          |
| 1937 | Lindkvist                         | Påsk August Strindberg                                            | Johan Falck        | Vasateatern                          |
| 1937 | "Vingrisen"                       | Vår ära och vår makt Nordahl Grieg                                | Alf Sjöberg        | Dramaten                             |
| 1937 | Bouflette, kapten                 | Khaki Paul Raynal                                                 | Alf Sjöberg        | Dramaten                             |
| 1937 | Mustafa Hanassa Aga, bej av Tunis | Kungens paket Staffan Tjerneld och Alf Henrikson                  | Rune Carlsten      | Dramaten                             |
| 1940 | Marchanel                         | Fågel Fenix Kaj Munk                                              | Martha Lundholm    | Vasateatern                          |
| 1941 | Axel Oxenstierna                  | Christina August Strindberg                                       | Per-Axel Branner   | Nya teatern                          |
| 1942 | Kapten Keeny                      | Tran (Oil) Eugene O'Neill                                         | Per-Axel Branner   | Nya Teatern                          |
| 1942 | Herr Christensen                  | Stycken av ett mönster (Brudstykker af et mønster) Carl Erik Soya | Per-Axel Branner   | Nya Teatern                          |
| 1944 |                                   | Livet är ju härligt William Saroyan                               | Per Knutzon        | Oscarsteatern                        |
| 1947 |                                   | Ett drömspel August Strindberg                                    | Olof Molander      | Malmö stadsteater                    |
| 1955 | Jakob den äldre                   | Judas (Un nommé Judas) Claude-André Puget och Pierre Bost         | Lars Barringer     | Upsala-Gävle stadsteater             |
| 1956 | Storpappa                         | Katt på hett plåttak Tennessee Williams                           | Sandro Malmquist   | Riksteatern                          |

## Radioteater
| År   | Roll                       | Produktion                     | Regi        |
| ---- | -------------------------- | ------------------------------ | ----------- |
| 1950 | Fabian Dellin, plåtslagare | En blomma till Ida Hans Hergin | Lars Madsén |